# 黃昆輝
黃昆輝（1936年11月8日—），臺灣學者及政治人物，出生於雲林縣土庫鎮，前任臺灣團結聯盟主席、中國國民黨秘書長、內政部部長。黃昆輝從臺北市政府教育局局長開始至接掌臺聯主席，追隨前總統李登輝三十餘年。是臺灣政黨史上在任第七長的政黨領袖。

## 簡介
美國北科羅拉多州立大學博士，回國後擔任國立臺灣師範大學教育所副教授、教授、所長。
在李登輝任台北市長時，任台北市教育局長，任內1981年1月23日外雙溪放水造成15位高中師生溺斃事件，當時他請辭以示負責，但李登輝批示慰留且升官。後擔任臺灣省教育廳長，在1983年發生著名的豐原高中禮堂倒塌事故，黃昆輝請辭獲准轉任黨職。
李登輝擔任中華民國總統時，黃昆輝歷任諸多黨政要職：行政院大陸委員會主任委員、行政院政務委員、內政部部長、總統府秘書長、中國國民黨秘書長、李連教育基金會董事長、總統府資政。
2000年總統選舉後，李登輝被迫辭去國民黨主席，黃昆輝也辭去國民黨秘書長，追隨李登輝創立「群策會」並綜理會務任群策會副董事長兼任秘書長。
2006年北高市長選舉後，台聯面臨了未來「小黨難生存」的困境。原先已淡出政壇的黃昆輝幾經考慮後，終於接受李登輝等政要的邀請，於2007年1月26日起擔任台灣團結聯盟主席一職，時任行政院院長的蘇貞昌、立法院院長王金平、民主進步黨主席游錫堃、國民黨副主席吳伯雄、前行政院長蕭萬長等人前往祝賀。就任之後黃昆輝首次公開表示「台聯要符合人民的期待，必須在最短時間人事改組，使組織健全、功能強化才可以！」。並且表達將考慮改動台聯的黨名。就職次日，黃昆輝就自己的政治理念，曾發表《台聯需要大大的改造》一文，闡述對政治局勢的觀察與期許。
2008年，馬英九當選中華民國總統後，與馬英九會談，未有台聯前任立法委員賴幸媛出任陸委會主委的共識。
2012年立法委員選舉黃昆輝排名第三，台聯得票破百萬，得三席不分區立委，但因選罷法規定女性不得低於二分之一，使得黃昆輝禮讓給林世嘉而落選，但台聯也因此能在立法院組成一個黨團運作議事，台聯並內部約定兩年一任依序由後遞補。
2016年1月25日，台聯召開中執會，通過黨主席黃昆輝辭呈獲准，並決定資遣全部黨工，三個月內選出新主席。

## 荣誉

### 中华民国勋章奖章
- 一等景星勋章（1999年11月18日批准[2]，同日于台北总统府颁授[3]）

## 外部連結
- 台聯黨主席 （页面存档备份，存于）
- 黃昆輝Facebook （页面存档备份，存于）

| 中華民國政府職務                   | 中華民國政府職務                                                         | 中華民國政府職務                   |
| ---------------------------------- | ------------------------------------------------------------------------ | ---------------------------------- |
| 行政院                             |                                                                          |                                    |
| 前任： 施啟揚                      | 行政院大陸委員會主任委員 第二任 1991年6月12日－1994年12月15日            | 繼任： 蕭萬長                      |
| 前任： 吳伯雄                      | 內政部部長 第十九任 1994年12月15日－1996年6月10日                        | 繼任： 林豐正                      |
| 前任： 黃石城                      | 中央選舉委員會主任委員 第七任，內政部長兼任 1995年6月16日－1996年6月10日 | 繼任： 林豐正                      |
| 總統府                             |                                                                          |                                    |
| 前任： 吳伯雄                      | 總統府秘書長 第十四任 1996年8月3日－1999年11月18日                       | 繼任： 章孝嚴                      |
| 政党职务                           |                                                                          |                                    |
| 中國國民黨                         |                                                                          |                                    |
| 前任： 蔣孝嚴                      | 中國國民黨秘書長 第十三任 1999年11月18日－2000年3月20日                  | 繼任： 林豐正                      |
| 台灣團結聯盟                       |                                                                          |                                    |
| 前任： 林志嘉（代理） 正任：蘇進強 | 台灣團結聯盟主席 第三任 2007年1月26日－2016年1月18日                     | 繼任： 林志嘉（代理） 正任：劉一德 |